# Cotesia progahinga
Cotesia progahinga är en stekelart som först beskrevs av Karl-Johan Hedqvist 1965.  Cotesia progahinga ingår i släktet Cotesia och familjen bracksteklar. Inga underarter finns listade i Catalogue of Life.